# 鱗梯形蛤
鱗梯形蛤（学名：[Orthoyoldia lepidula] 错误：{{Lang}}：文本有斜体标记（帮助）），是双壳纲的一种，舊屬弯锦蛤目弯锦蛤科Yoldia屬及梯形蛤屬，今屬Orthoyoldia屬。曾在香港海域發現。